# Ціцерс
Ціцерс (нім. Zizers) — громада  в Швейцарії в кантоні Граубюнден, регіон Ландкварт.

## Географія
Громада розташована на відстані близько 165 км на схід від Берна, 10 км на північ від Кура.
Ціцерс має площу 11 км², з яких на 14,6% дозволяється будівництво (житлове та будівництво доріг), 39,1% використовуються в сільськогосподарських цілях, 38% зайнято лісами, 8,3% не є продуктивними (річки, льодовики або гори).

## Демографія
2019 року в громаді мешкало 3490 осіб (+9,4% порівняно з 2010 роком), іноземців було 15,2%. Густота населення становила 317 осіб/км².
За віковим діапазоном населення розподілялося таким чином: 20,2% — особи молодші 20 років, 60,7% — особи у віці 20—64 років, 19,1% — особи у віці 65 років та старші. Було 1526 помешкань (у середньому 2,3 особи в помешканні).
Із загальної кількості 1397 працюючих 56 було зайнятих в первинному секторі, 526 — в обробній промисловості, 815 — в галузі послуг.